# 一見鍾情 (2000年電影)
《一見鍾情》是2000年出品的一部香港電影，由最佳拍檔有限公司發行、劉偉強 執導，在香港及美國進行拍攝，以浪漫愛情故事為題材，主要演員包括黎明、張曼玉、葛民輝、吳耀漢等。

## 情節介紹
電影內容以美國三藩市為背景，講述一對中國男女的愛情故事。Mike是一間網路公司的創辦人，個性玩世不恭，而Ellen則是個離婚婦人，在美國三藩市獨自撫養兒子Scott。他們邂逅並一見鍾情，Ellen的無條件付出感動了Mike，兩人進而開始過著同居生活。然而他們相處了一段時間之後，發現彼此之間的世界觀不同，此時Mike的公司出現經濟困境，成為他們關係缺裂的導火線，兩人決定分手。一年之後，三藩市發生大地震，兩人在危險關頭首先想到的是對方的安危，不顧危險的走到街上尋找對方。經過此事之後，他們明白到自己深愛著對方，後來Mike的經濟情況好轉，買下房子與Ellen一起生活，寫下了完圓滿的結局。

## 主要角色
- 黎明－Mike Lau，網路公司的創辦人。
- 張曼玉－Ellen，獨自撫養兒子Scott的單親媽媽。
- 葛民輝－Mike合夥人，喜歡Mike
- 吳耀漢－Robert
- 關秀媚－Tina
- Scott Leung－Scott，Ellen的兒子
- 周嘉玲－Virginia
- Saisie M. Jang－Mel G
- AnnieScott Rogers－Wealthy Lady

## 電影歌曲
- 主題曲：《及時擁抱》（中文版）及《Sausalito》（英文版）（作曲：雷頌德；填詞：雷頌德（英文）、林夕（中文）；編曲：雷頌德；主唱：黎明）
- 插曲：《一見鍾情電影原聲大碟》於2000年發行，專輯收錄了十四首《一見鍾情》電影中所用到的插曲，由陳光榮作曲及編曲[7]。